# Diócesis de Saint-Louis de Senegal
La diócesis de Saint-Louis de Senegal (en latín: Dioecesis Sancti Ludovici Senegalensis y en francés: Diocèse de Saint-Louis du Sénégal) es una circunscripción eclesiástica de la Iglesia católica en Senegal. Se trata de una diócesis latina, sufragánea de la arquidiócesis de Dakar. Desde el 12 de enero de 2023 es sede vacante y su administrador apostólico es el obispo André Gueye.

## Territorio y organización
La diócesis tiene 73 315 km² y extiende su jurisdicción sobre los fieles católicos de rito latino residentes en las regiones de Saint-Louis, Matam y Louga.
La sede de la diócesis se encuentra en la ciudad de Saint-Louis, en donde se halla la Catedral de San Luis, consagrada el 4 de noviembre de 1828, por lo que es la iglesia más antigua de África Occidental.
En 2022 en la diócesis existían 9 parroquias.

## Historia
En 1763 Francia recuperó la isla de Gorea y ese mismo año fue erigida la prefectura apostólica de Senegal con el territorio de la costa africana entre los ríos Senegal y Gambia separado de la diócesis de Funchal. En 1779 recuperó también Saint-Louis, que lo mismo que Gorea habían sido ocupadas por fuerzas británicas en 1758.
Desde 1779 los misioneros de la Congregación del Espíritu Santo actuaron en la prefectura apostólica de Senegal. Además, sólo a partir de este año la sede contó con prefectos apostólicos estables, todos sacerdotes simples.
De 1873 a 1955 la prefectura apostólica fue administrada por los vicarios apostólicos de Senegambia (de Dakar desde 1936).
A finales del siglo XIX la prefectura apostólica incluía sólo dos parroquias, Saint-Louis, con alrededor de 3000 fieles, y Gorea, con alrededor de 2500 católicos.
El 10 de marzo de 1915, mediante el decreto Ut in littore de la Congregación de Propaganda Fide, amplió su territorio a Mauritania, hasta entonces dividida por el paralelo de 20° N entre la prefectura apostólica de Ghardaïa (hoy diócesis de Laghouat) y el vicariato apostólico del Sáhara en el Sudán Francés (hoy arquidiócesis de Bamako).
El 6 de mayo de 1931 cedió una parte de su territorio para la erección de la misión sui iuris de Gambia (hoy diócesis de Banjul) mediante el breve Noster Africae del papa Pío XI.
El 27 de enero de 1936 cambió su nombre por el de prefectura apostólica de Saint-Louis de Senegal como consecuencia de la bula Non semel Apostolica del papa Pío XI.
El 18 de diciembre de 1965 cedió el territorio de Mauritania para la erección de la diócesis de Nuakchot mediante la bula Peramplum territorium del papa Pablo VI.
El 15 de febrero de 1966 la prefectura apostólica fue elevada a diócesis mediante la bula Christi Ecclesia del papa Pablo VI.
El 13 de agosto de 1970 cedió otra porción de su territorio para la erección de la prefectura apostólica de Tambacounda (hoy diócesis de Tambacounda) mediante la bula Universae Christianorum del papa Pablo VI.

## Estadísticas
Según el Anuario Pontificio 2023 la diócesis tenía a fines de 2022 un total de 7120 fieles bautizados.
| Año                                                                             | Población            | Población | Población      | Sacerdotes | Sacerdotes    | Sacerdotes    | Bautizados por sacerdote | Diáconos permanentes | Religiosos | Religiosos | Parroquias |
| Año                                                                             | Bautizados católicos | Total     | % de católicos | Total      | Clero secular | Clero regular | Bautizados por sacerdote | Diáconos permanentes | Varones    | Mujeres    | Parroquias |
| ------------------------------------------------------------------------------- | -------------------- | --------- | -------------- | ---------- | ------------- | ------------- | ------------------------ | -------------------- | ---------- | ---------- | ---------- |
| 1969                                                                            | 1523                 | 585 000   | 0.3            | 15         |               | 15            | 101                      |                      | 23         | 19         | 6          |
| 1980                                                                            | 2319                 | 976 000   | 0.2            | 10         |               | 10            | 231                      |                      | 16         | 20         | 3          |
| 1990                                                                            | 3601                 | 1 140 735 | 0.3            | 18         | 3             | 15            | 200                      |                      | 24         | 25         | 7          |
| 1999                                                                            | 4039                 | 1 404 664 | 0.3            | 20         | 6             | 14            | 201                      |                      | 21         | 22         | 6          |
| 2000                                                                            | 3799                 | 1 545 238 | 0.2            | 20         | 6             | 14            | 189                      |                      | 23         | 21         | 6          |
| 2001                                                                            | 4012                 | 1 545 238 | 0.3            | 16         | 6             | 10            | 250                      |                      | 17         | 18         | 6          |
| 2002                                                                            | 4020                 | 1 545 238 | 0.3            | 17         | 7             | 10            | 236                      |                      | 16         | 18         | 6          |
| 2003                                                                            | 4142                 | 1 545 238 | 0.3            | 14         | 7             | 7             | 295                      |                      | 12         | 14         | 6          |
| 2004                                                                            | 4850                 | 1 578 853 | 0.3            | 16         | 8             | 8             | 303                      |                      | 10         | 19         | 7          |
| 2010                                                                            | 6500                 | 1 789 341 | 0.4            | 17         | 10            | 7             | 382                      |                      | 11         | 24         | 7          |
| 2014                                                                            | 6374                 | 1 943 000 | 0.3            | 17         | 11            | 6             | 374                      |                      | 10         | 35         | 7          |
| 2017                                                                            | 6848                 | 1 948 250 | 0.4            | 19         | 14            | 5             | 360                      |                      | 13         | 33         | 8          |
| 2020                                                                            | 6952                 | 2 101 000 | 0.3            | 35         | 14            | 21            | 198                      |                      | 30         | 29         | 9          |
| 2022                                                                            | 7120                 | 2 247 668 | 0.3            | 38         | 15            | 23            | 187                      |                      | 25         | 29         | 9          |
| Fuente: Catholic-Hierarchy, que a su vez toma los datos del Anuario Pontificio. |                      |           |                |            |               |               |                          |                      |            |            |            |

## Episcopologio
Sede vacante (1763-1779)
- Dominique de Glicourt † (diciembre de 1779-1783 renunció)
- Antoine Coste † (1783-1784 falleció)
- Henri Le Rendu † (5 de noviembre de 1784-marzo de 1790 falleció)
- Aymar Joseph François Charbonnier, (prefecto apostólico de Senegal) † (marzo de 1790-1794 renunció)
  - Sede vacante (1794 - 1816)
- Giovanni Vincenzo Giudicelli † (17 de diciembre de 1816-1818 renunció)
- N. Teyrasse † (1818-17 de abril de 1819 renunció)
- Henri Baradère † (29 de agosto de 1820-20 de junio de 1822)
- Bonaventure-Bernard Fournier † (diciembre de 1822-agosto de 1824 falleció)
- Claude-Marie Girardon † (marzo de 1825-3 de enero de 1833)
- N. Manahan † (3 de enero de 1833-circa 1835)
- N. Mareille † (circa 1835-5 de abril de 1841)
- Jérôme Anselme Maynard † (12 de julio de 1841-1845)
- Jean Casimir Arlabosse † (12 de septiembre de 1845-13 de julio de 1848 renunció)
- Laurent Vidal † (13 de julio de 1848-1849)
- Jean Casimir Arlabosse † (1849-15 de septiembre de 1851 falleció) (por segunda vez)
- Isaïe-François Boulanger † (11 de julio de 1852-21 de abril de 1854 falleció)
- Emmanuel Barbier † (29 de noviembre de 1854-3 de mayo de 1856)
- Jean-Claude Duret, C.S.Sp. † (1856-22 de agosto de 1873 nombrado vicario apostólico de Senegambia)
  - Sede administrada por los vicarios apostólicos de Dakar (1873-1955)
- Joseph Landreau, C.S.Sp. † (28 de enero de 1955-16 de junio de 1965 falleció)
- Prosper Paul Dodds, C.S.Sp. † (15 de febrero de 1966-12 de enero de 1973 falleció)
- Pierre Sagna, C.S.Sp. † (19 de diciembre de 1974-22 de febrero de 2003 renunció)
- Ernest Sambou (22 de febrero de 2003-12 de enero de 2023 retirado)
  - André Gueye, desde el 12 de enero de 2023 (administrador apostólico)